# Palaquium lobbianum
Palaquium lobbianum är en tvåhjärtbladig växtart som beskrevs av William Burck. Palaquium lobbianum ingår i släktet Palaquium och familjen Sapotaceae. Inga underarter finns listade i Catalogue of Life.